# I. Haakon norvég király
I. Haakon Haraldsson vagy Jóságos Haakon (918/919 – 961) norvég király 934-től haláláig, kora egyik legkiemelkedőbb uralkodója. Előmozdította a kormányzati intézmények kialakulását, de nem sikerült keresztény hitre térítenie a kisebb norvég nemzetségfőket.
I. (Széphajú) Harald legfiatalabb fiaként született. Azután született, hogy apja felosztotta az országot utódai között. Angliában Athelstan wessexi király udvarában élt és ott vette fel a kereszténységet. Apja halálakor, 934-ben tért vissza Norvégiába, elűzte féltestvérét, I. Eriket, és királlyá választatta magát. Országa javára uralkodott. A keresztény Angliából hittérítőket hozott magával, valamint templomokat építtetett, de térítési erőfeszítései megbuktak a norvég nemzetségfők ellenállásán és egyes krónikák szerint maga is visszatért pogány hitéhez. Nagyobb sikerrel járt az a kezdeményezése, hogy valamennyi partvidéki tartomány adjon hadihajókat a flottájához, illetve hogy a három nagy jogi-közigazgatási egység dolgozza ki a törvénykönyvét, valamint legyőzte a dánokat, akik rendszeresen betörtek Jütlandba. Ám az elűzött Véresbárdú Erik fiai, akik valamennyien Dániában kerestek menedéket, dán segítséggel támadásokat indítottak Haakon ellen, és a délnyugat-norvégiai Fitjar szigetén megölték a királyt. Utóda – fia nem lévén – Véresbárdú Erik egyik fia, Szürkeköpenyes Harald lett.

## Gyermeke
Haakon soha nem nősült meg, de született egy törvénytelen leánya, Thora, akinek az anyja nem ismert.